# (661) Clèlia

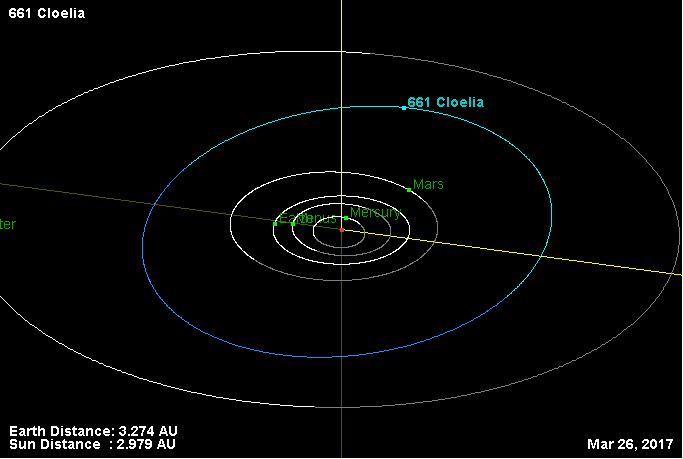
Òrbita de l'asteroide Clèlia.

(661) Clèlia és un asteroide que forma part del cinturó d'asteroides i va ser descobert per Joel Hastings Metcalf des de l'observatori de Taunton, Estats Units, el 22 de febrer de 1908.

## Designació i nom
Cloelia va rebre al principi la designació de 1908 CL.
Més endavant es va nomenar per la llegendària heroïna romana Clèlia.

## Característiques orbitals
Cloelia està situat a una distància mitjana de 3,017 ua del Sol, podent allunyar-se fins a 3,119 ua. La seva inclinació orbital és 9,232° i l'excentricitat 0,03385. Emplea 1914 dies a completar una òrbita al voltant del Sol. Pertany a la família asteroidal d'Eos.